# St. Leonhard (Leonhardsbuch)

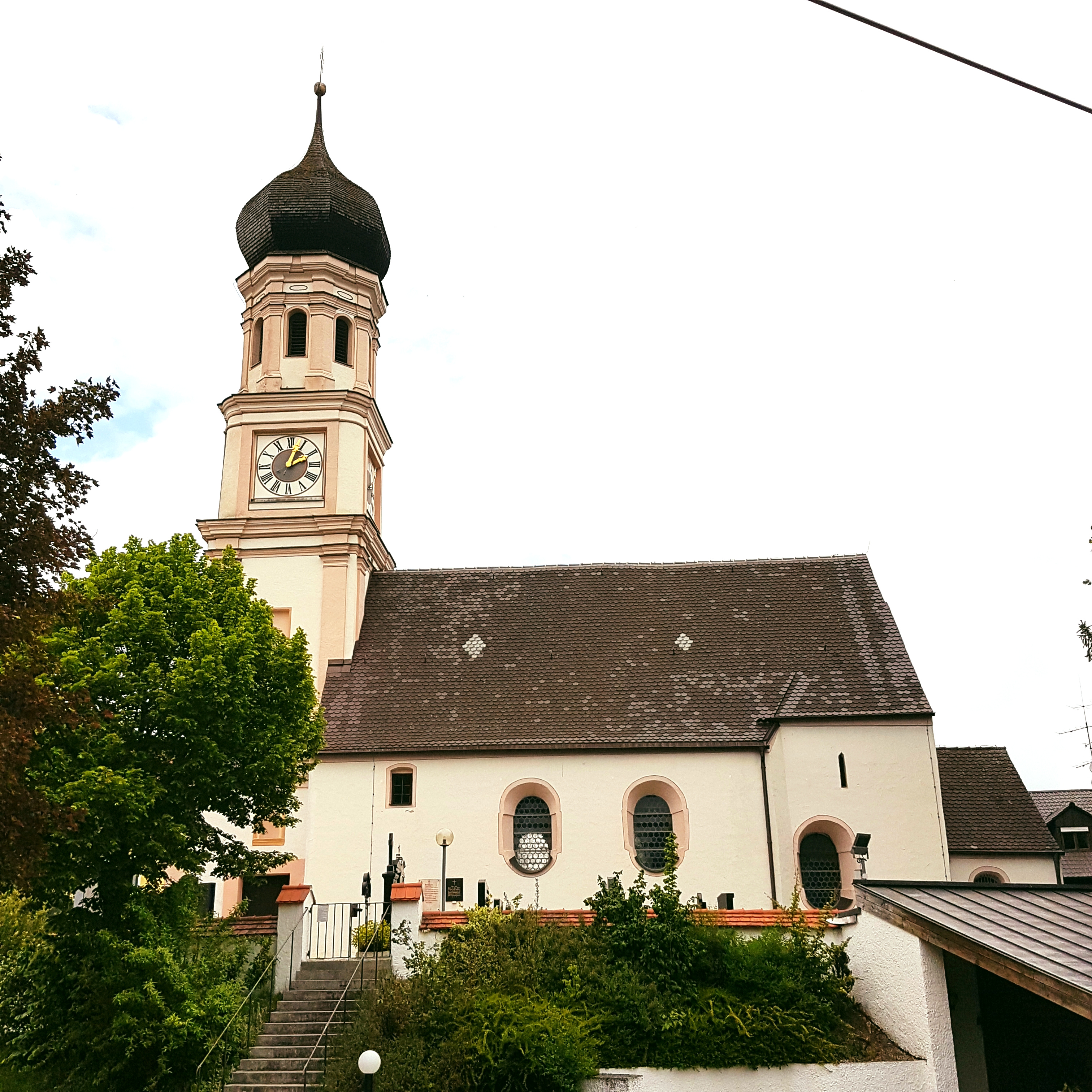
St. Leonhard von Süden

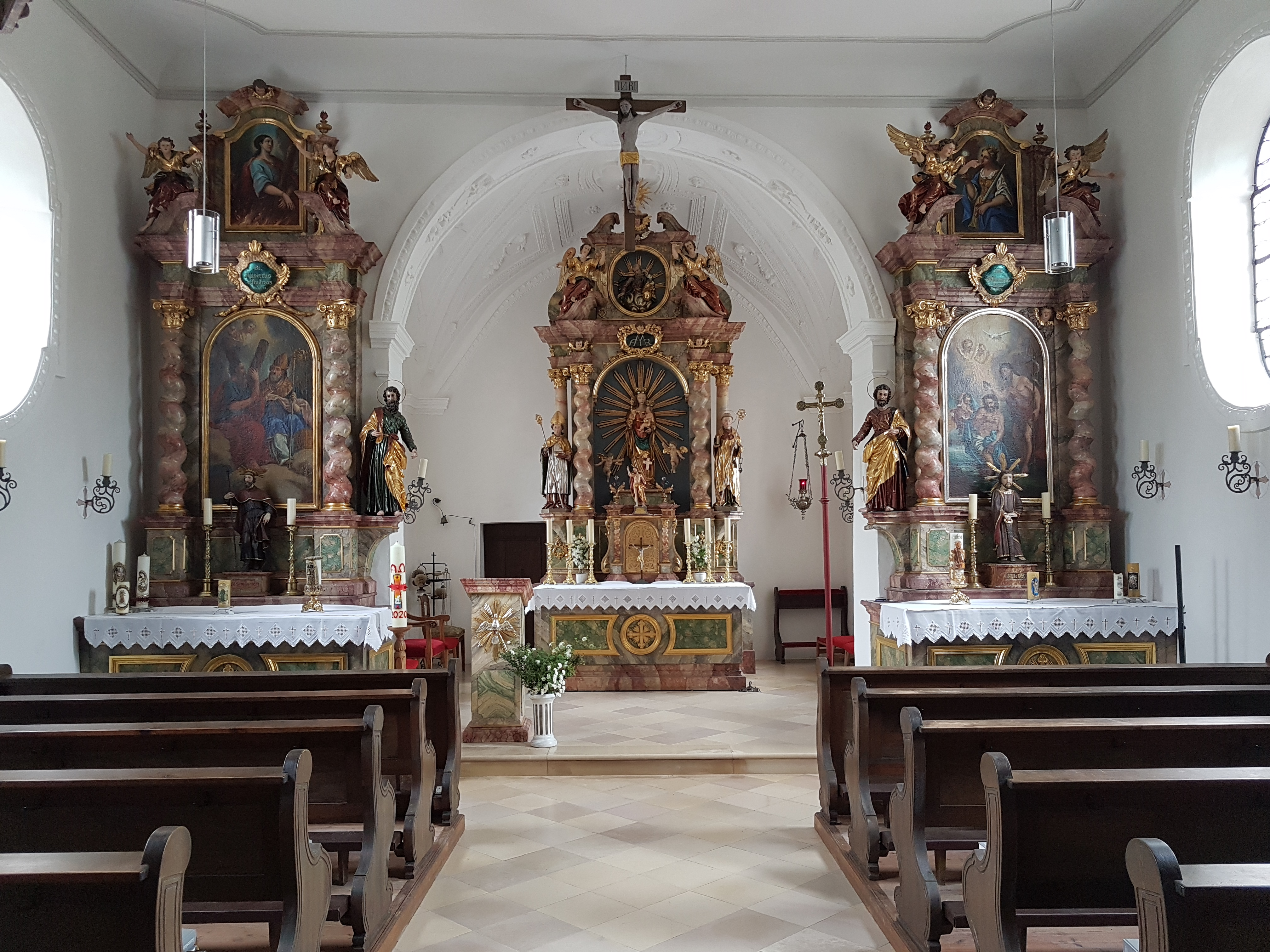
Innenansicht nach Osten

Die katholische Filialkirche St. Leonhard steht am Kirchberg 6 in Leonhardsbuch, einem Ortsteil der Gemeinde Allershausen im Landkreis Freising.

## Geschichte
Die Geschichte von Leonhardsbuch, das zur Gemeinde Allershausen gehört und kirchlich immer eine Filiale der dortigen Pfarrei war, begann 770, als ein Zello und sein Sohn all ihren Besitz zu „Poh“ dem Domstift Freising schenkten. 834 erfolgten weitere Schenkungen dorthin von einer Frau Heilrad und ihrem Bruder. 1155 gehörte der ganze Zehent dem Freisinger Kloster Neustift. Im 12. Jahrhundert gab es in Leonhardsbuch, das von den Einwohnern noch heute nur „Buch“ genannt wird, bereits eine Kirche mit Friedhof. Sie wurde im frühen 17. Jahrhundert umgestaltet, der Turm wurde um 1700 in barocker Form erstellt.

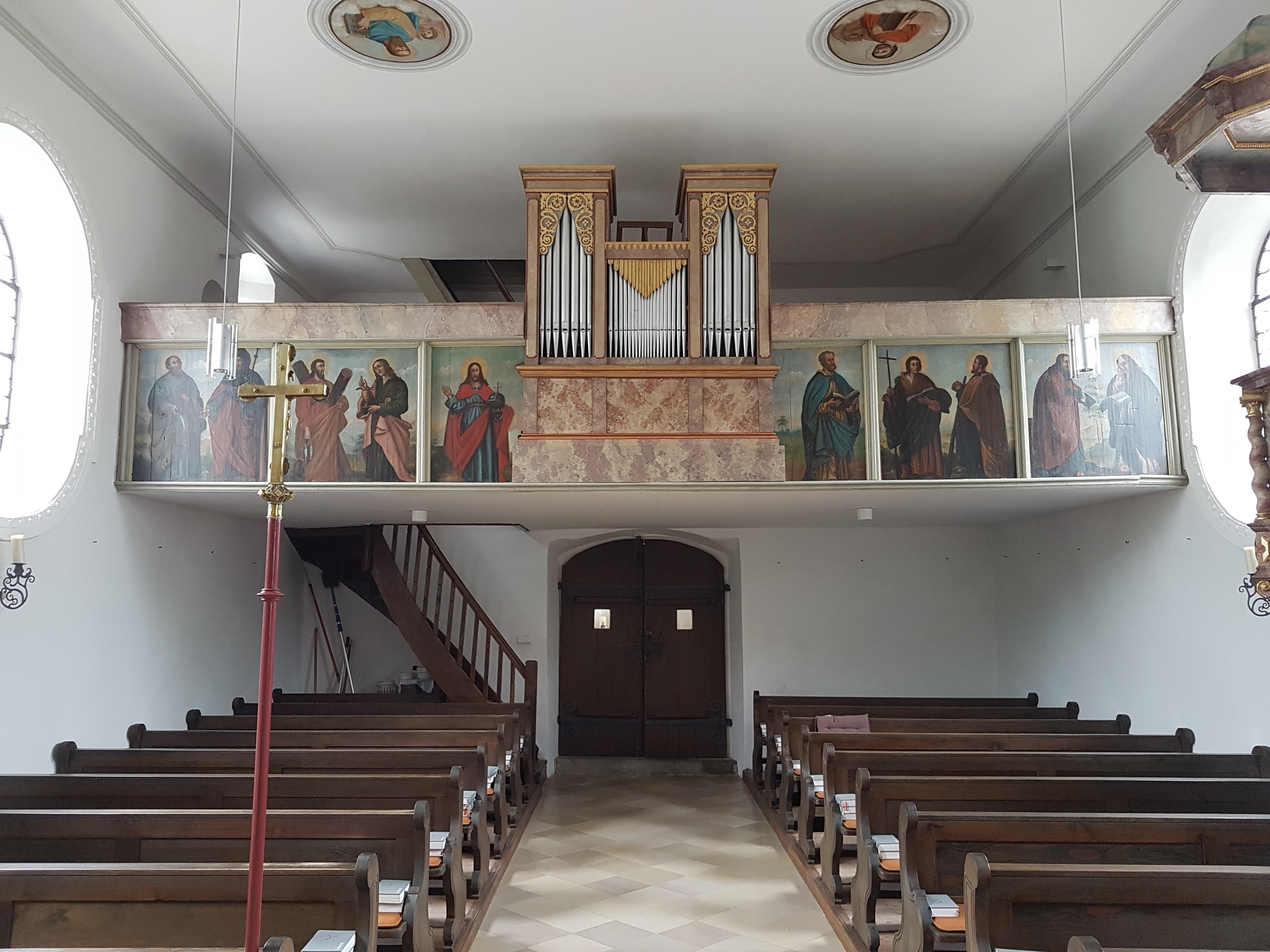
Innenansicht nach Westen

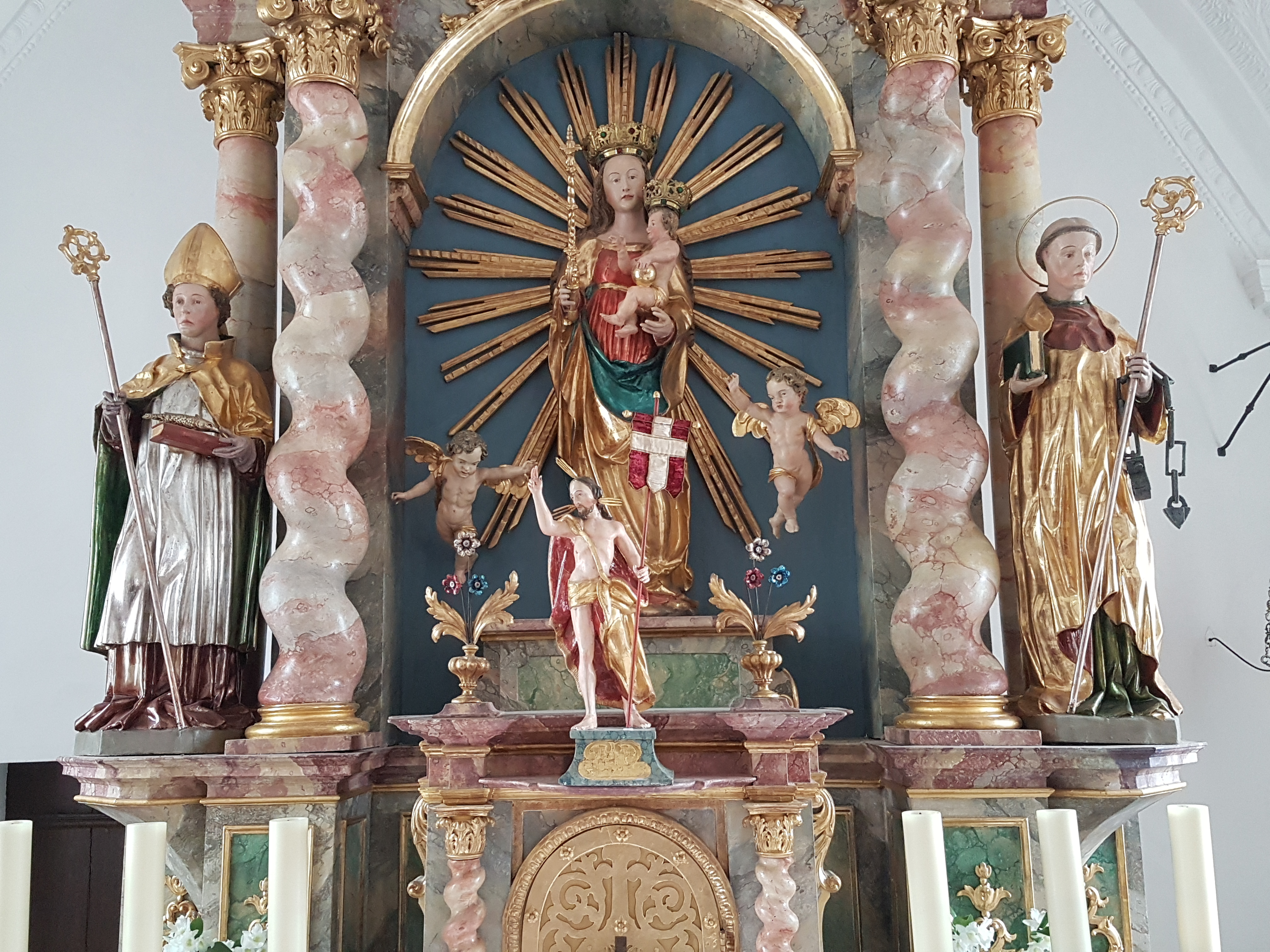
Hochaltar, Retabel-Mittelteil

Der Ort gehörte bis zur Säkularisation von 1802/1803 zur Herrschaft Massenhausen des Hochstiftes Freising. Der Kirchenhügel von Leonhardsbuch war möglicherweise schon in heidnisch-germanischer Zeit Ziel eines Kult-Umrittes. Sicher wurde der Brauch später für den hl. Leonhard verchristlicht. Noch heute gibt es um das Leonhardi-Fest hier einen Umritt, bei dem die Pferde gesegnet werden und bei dem die Bauern um die schützende Fürsprache des hl. Leonhard bitten, er möge sie vor Unglück im Stall bewahren.

## Beschreibung
Ehe zur Barockzeit ein neues Langhaus und der Zwiebelturm angebaut wurden, bestand die Kirche aus dem heutigen gotischen Chor. 
Am Hauptaltar stehen St. Leonhard und St. Ulrich, zwei Heiligenfiguren, die die Himmelskönigin Maria in der Altarmitte einrahmen. Zwei Seitenaltäre sind Johannes dem Täufer und den Heiligen Andreas und Rupert geweiht. 
Im Langhausgewölbe gibt es fünf Medaillons, an den Ecken die vier Evangelisten, in der Mitte wiederum Maria, diesmal als Rosenkranzkönigin.

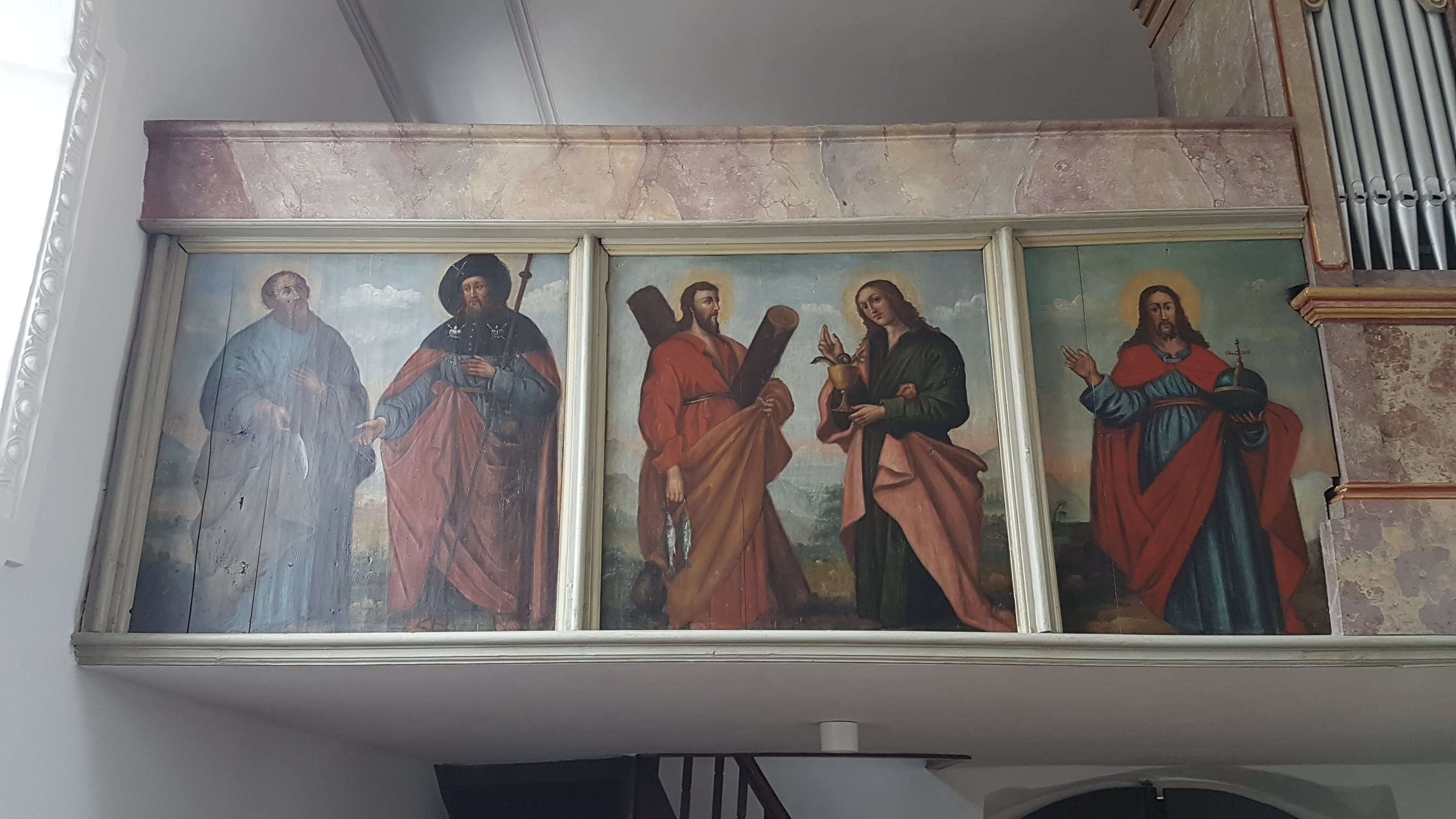
Emporenbilder

Die Kanzel an der Wand wird nicht mehr genutzt. Über dem Chorbogen schwebt ein kleiner Kruzifixus vermutlich aus dem 14. Jahrhundert.
Die dichtgedrängten Kreuzwegstationen an den Seitenwänden stiftete vor rund 300 Jahren Baron Vequel-Westernach aus Kammerberg. Die bemalte Emporenbrüstung zeigt Jesus und seine Jünger, von denen allerdings drei einem früheren Orgeleinbau zum Opfer gefallen sind.
Vom Bayerischen Landesamt für Denkmalpflege wird die Dorfkirche wie folgt beschrieben: „Im Kern ist die Filialkirche ein mittelalterlicher Saalbau mit eingezogenem geradem Chorabschluss, angefügter Sakristei und Westturm mit Zwiebelhaube. Sie wurde im frühen 17. Jahrhundert umgestaltet, der Turm wurde um 1700 in barocker Form erstellt. Auch die Ausstattung ist zusammen mit dem Bau denkmalgeschützt.“ 2014 bis 2019 wurden der Dachstuhl sowie die Kirche innen unter Diakon Michael Layko mit Finanzmitteln der Erzdiözese komplett saniert.
Sie ist ein geschütztes Baudenkmal mit der Aktennummer D-1-78-113-17 des BLfD.

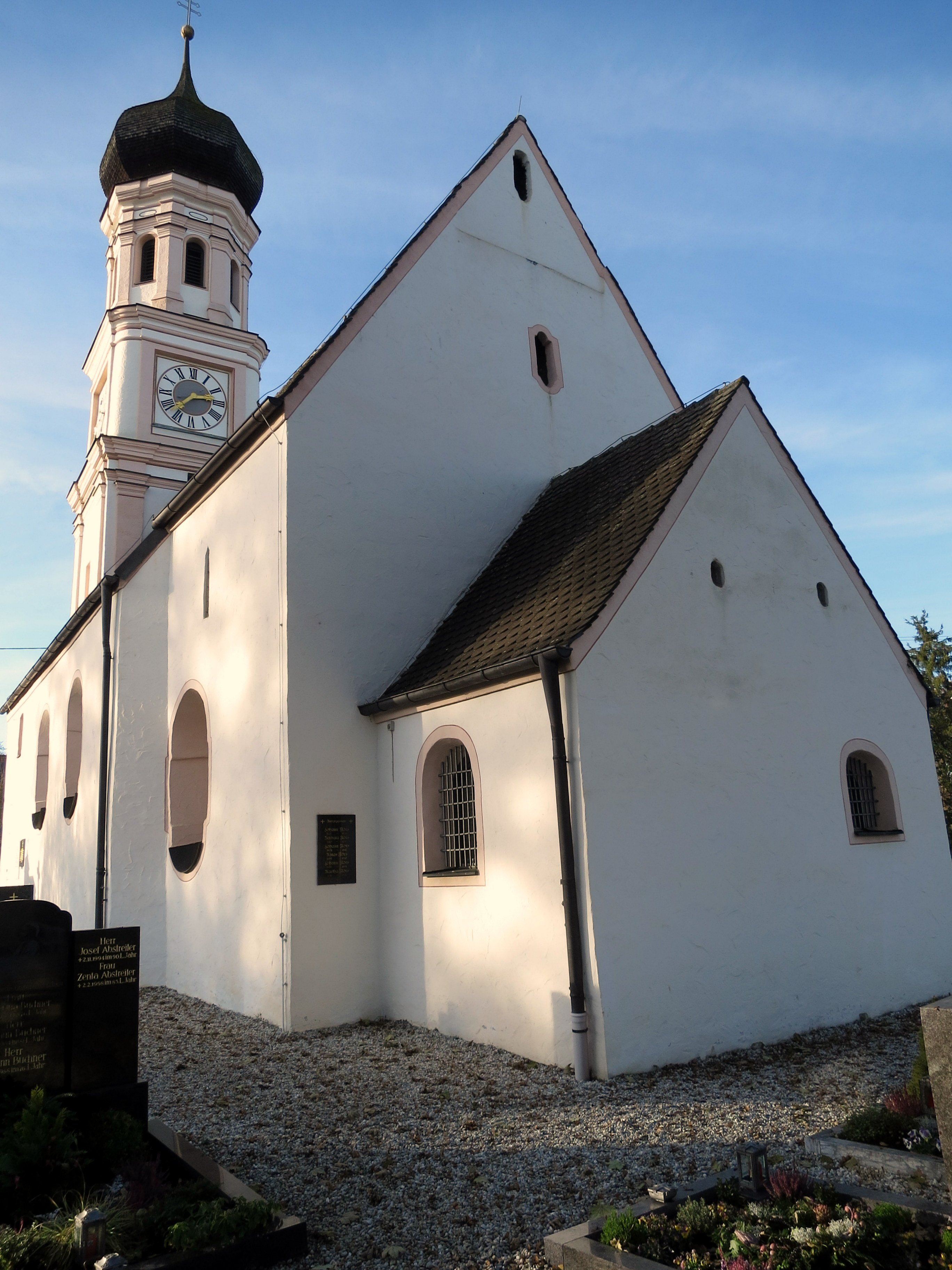
Chorseite der Kirche
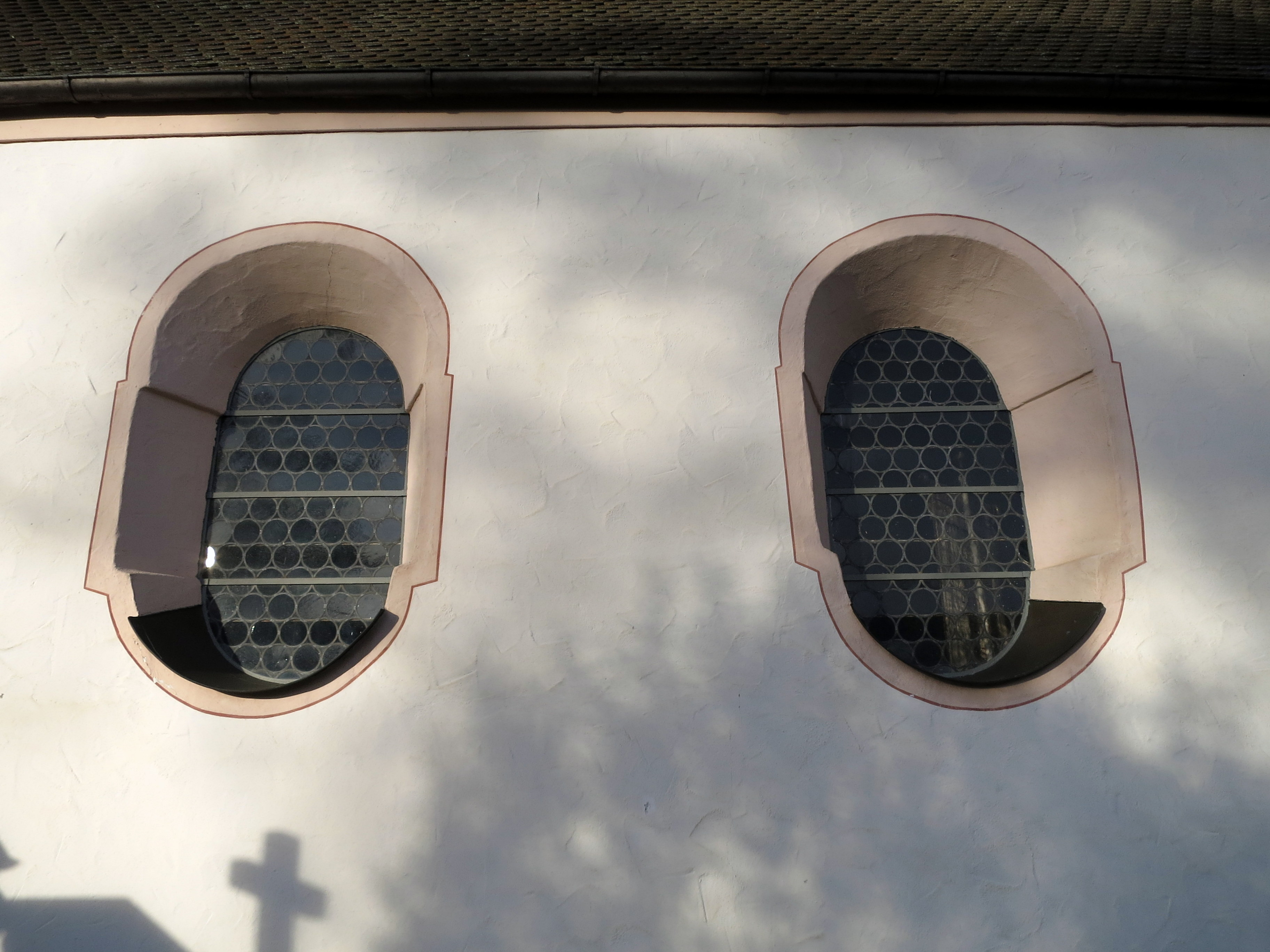
Zwei der Barockfenster
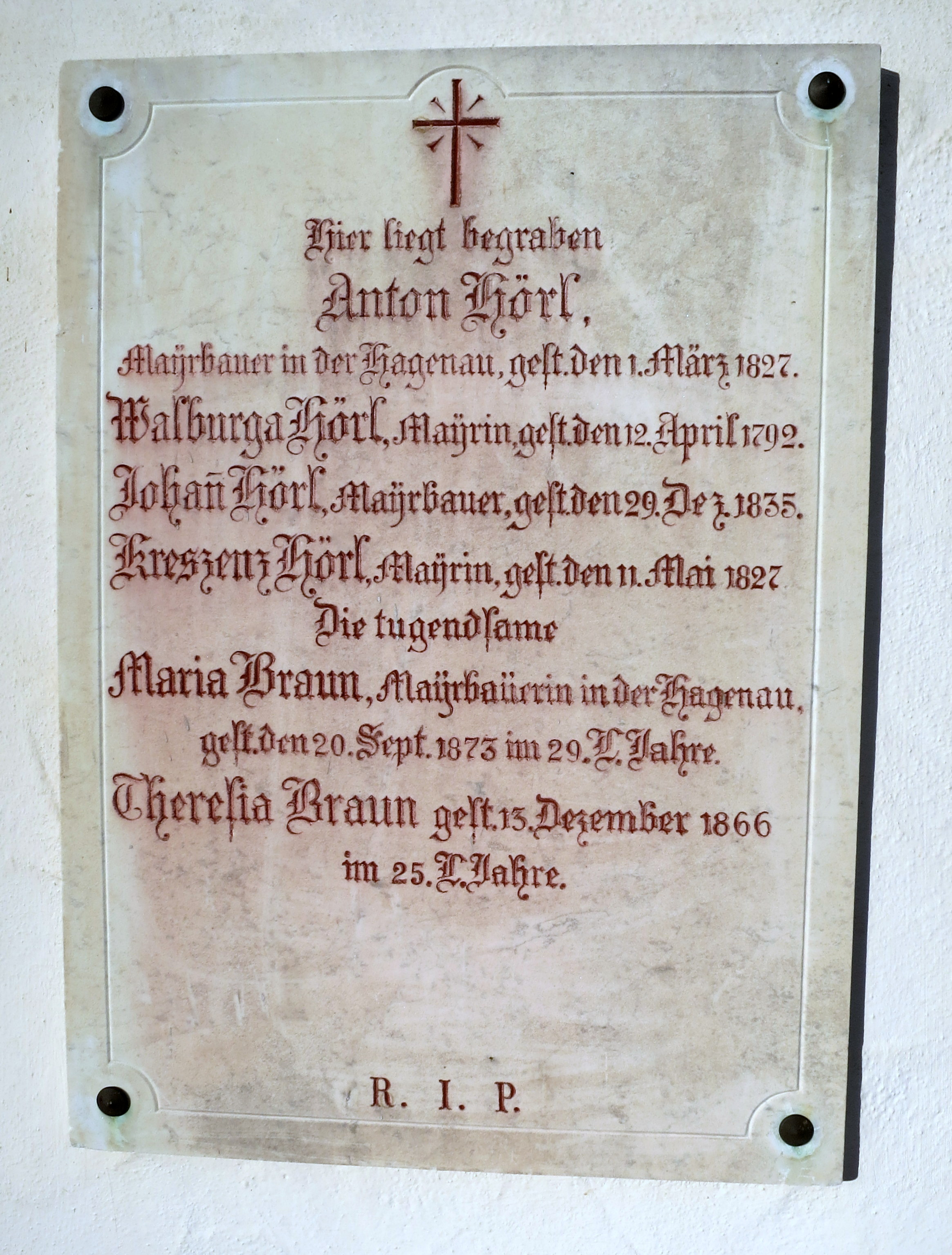
Grabstein an der Kirchenwand
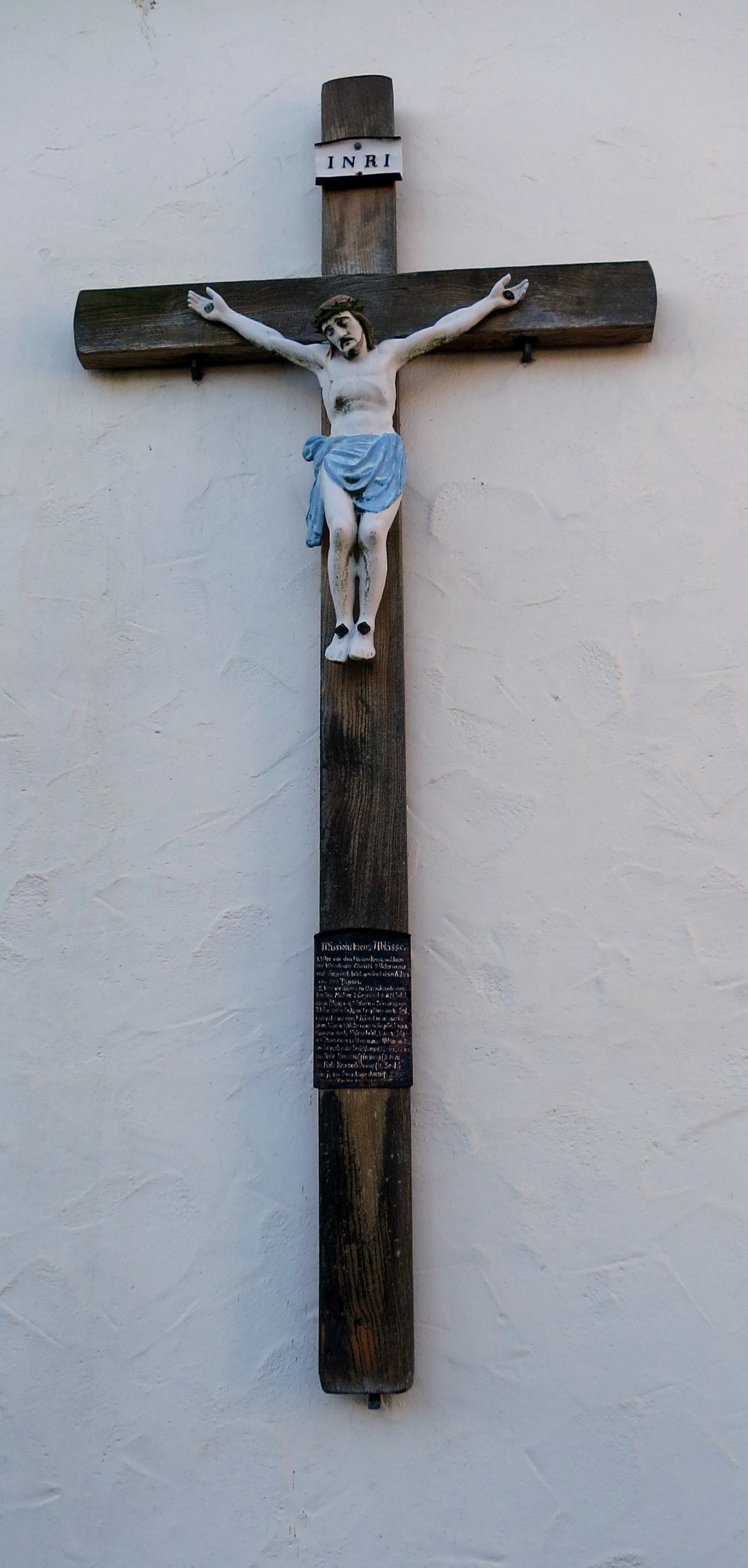
Missionskreuz an der Außenwand